# 李京盛
李京盛（1955年—），男，北京人，中国传媒工作者、书法家，国家广播电影电视总局电视剧管理司原司长，中国电视艺术家协会原副主席。